# Dinis Dias
Dinis Dias fou un navegant portuguès del segle xv, conegut per haver estat el primer occidental en arribar a la península de Cap Verd, el punt més occidental d'Àfrica.
El 144 deixà Portugal i navegà cap a les costes occidentals africanes, aconseguint arribar fins a un punt de la costa situat uns 800 km al sud del cap Blanc. Aquest indret, el més occidental del continent africà, fou batejat com a Cap Verd, en referència a la frondosa vegetació que trobà a la zona, i es troba a l'actual Senegal. No s'ha de confondre aquest indret amb les illes de Cap Verd, descobertes el 1456.
Més tard Dias navegà amb l'explorador Lançarote en una llarga expedició a l'illa d'Arguim, al davant la costa de Mauritània.